# Vulcão Miravalles
O vulcão Miravalles é um estratovulcão situado na Costa Rica na província de Guanacaste. Em seu cume se podem detetar até 6 aparatos vulcânicos, 5 deles alinhados em direção NE-SE. Sua caldeira ter-se-á formado como consequência de várias erupções maciças de fluxo piroclástico há entre 0,6 e 1,5 milhões de anos.
A única erupção documentada do mesmo se trata de una relativamente pequena explosão de gás que se registrou no flanco sudoeste do mesmo em 1946.
Nas ladeiras do Miravalles, o Instituto Costa-riquenho de Eletricidade iniciou em 1977 o desenvolvimento do Projeto Geotérmico Miravalles, no qual se produz eletricidade por meio do calor gerado pelo vulcão.